# کیا (شهبانو)
کیا یا شهبانو کیا (انگلیسی: Kiya) یکی از همسران فرعون مصری آخناتون و شهربانویی اهل مصر باستان بود. نام غیر معمول او نشان می‌دهد که او ممکن است در اصل یک شاهزاده خانم میتانی بوده باشد. او چند سال قبل از مرگ شوهر سلطنتی اش از منابع تاریخی ناپدید می‌شود. در کتیبه‌ها نیز به کیا لقب‌های «محبوب» و «معشوق بزرگ» داده شده‌است، اما هرگز «وارث» یا «همسر بزرگ سلطنتی» که نشان می‌دهد او از خون مصری سلطنتی شود به او نسبت داده نشد.

## نام
نام غیرمعمول او در واقع گونه‌ای از کلمه مصری باستان برای «میمون» است، و نام او می‌تواند نام شهرتی برگرفته و جایگزین یک نام خارجی مانند نام میتانی «تادوخیپا» که به دختر پادشاه توشراتا اشاره دارد، باشد. تادوخیپا در اواخر سلطنت با آمنهوتپ سوم ازدواج کرد و نامه‌های آمارنا نشان می‌دهد که او در آن زمان در سن ازدواج بود.
به‌طور خاص، نامه‌های آمارنا از نامهٔ ۲۷ تا ۲۹ تأیید می‌کند که تادوخیپا یکی از همسران آخناتون شده‌است؛ بنابراین برخی از مصر شناسان معتقدند که تادوخیپا و کیا یک شخص هستند.

## ننگ یا مرگ
کیا در یک سوم آخر سلطنت آخناتون از تاریخ ناپدید می‌شود و نام و تصاویر او نیز از بناهای تاریخی پاک شد و با نام دختران آخناتون جایگزین شد. خواه او مرده باشد، تبعید شده باشد یا دچار مصیبت دیگری شده باشد، مصرشناسان اغلب پاک کردن نام او را به عنوان نشانه ای از رسوایی تفسیر کرده‌اند.
مارک گابولده با این استدلال که کیا تادوخیپا، دختر پادشاه میتانی است، پیشنهاد می‌کند که او «بهای وخامت اتحاد مصر و میتانی را پرداخته‌است».
تفسیر مرسوم این گمانه زنی را تشویق می‌کند که کیا در حالی که از آخناتون فرزندی به دنیا آورده‌است مرده‌است، اما باز هم، هیچ مدرک روشنی از این واقعه در دسترس نیست.